# Zygmunt Konieczny (bobsleista)
Zygmunt Konieczny (ur. 19 kwietnia 1927 w Lesznie Górnym lub Lesznie Dolnym, zm. 7 lipca 2003) – polski bobsleista, skeletonista, saneczkarz, olimpijczyk z Cortina d’Ampezzo.
Mistrz Polski w czwórkach bobslejowych w roku 1955 oraz wicemistrz Polski w dwójkach w latach 1952–1953, 1955.
Startował z powodzeniem w skeletonie (W roku 1959 zdobył tytuł mistrza Polski) oraz w saneczkarstwie na torach lodowych (w roku 1954 zdobył tytuł wicemistrza Polski w dwójkach saneczkowych).
Uczestnik mistrzostw świata w 1955, w których wystartował w dwójkach bobslejowych zajmując 17. miejsce.
Na igrzyskach olimpijskich w 1956 roku wystartował w czwórkach bobslejowych w których zajął 21. miejsce.
Jego brat Aleksy także był bobsleistą, olimpijczykiem z 1956.